# Holsteinborgs slott

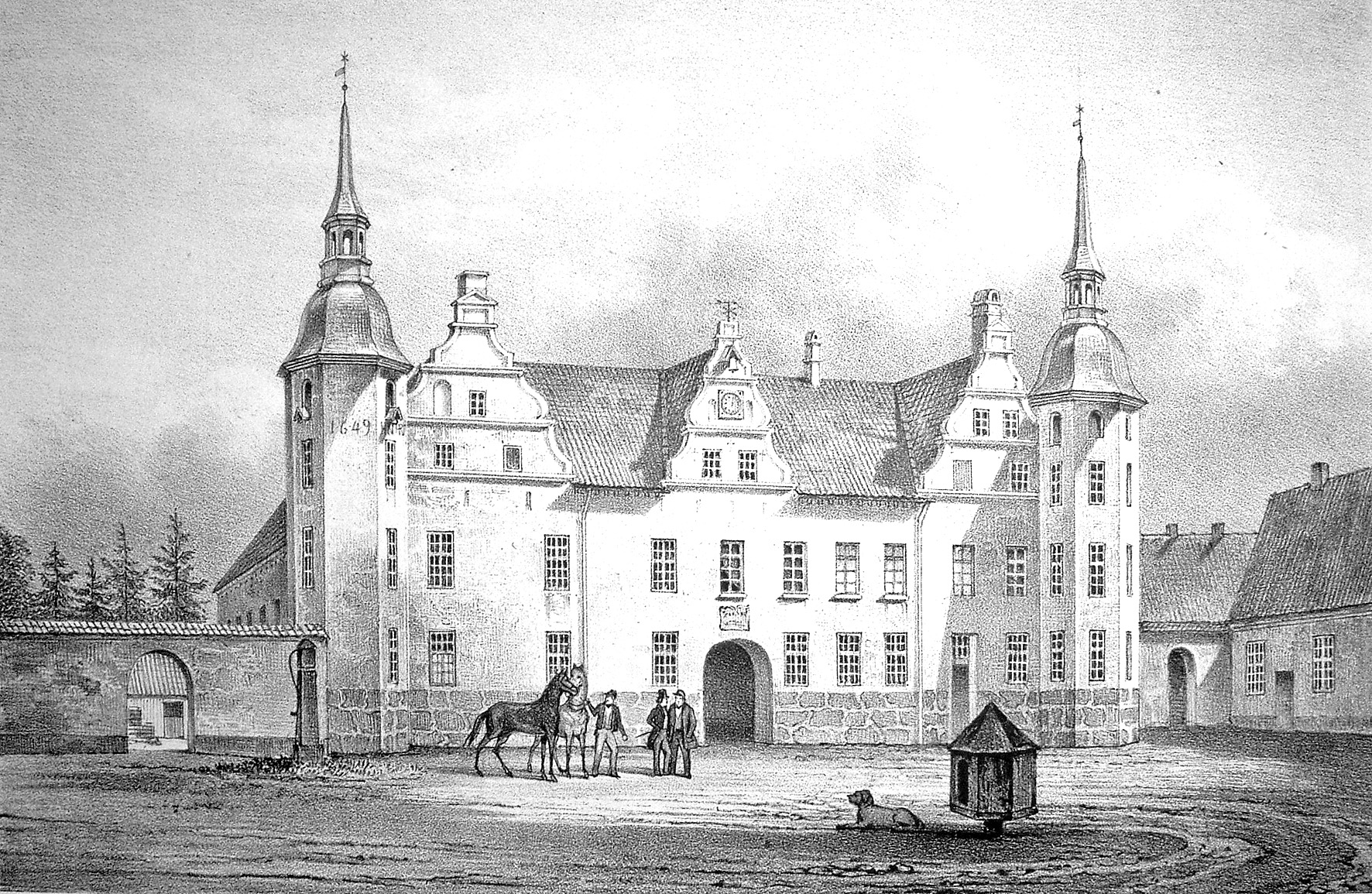
Holsteinborg omkring 1860.

Holsteinborg är ett slott på Södra Själland i Slagelse kommun. Slottet har varit säte för den grevliga ätten Holstein-Holsteinborg.
Där Holsteinborg nu ligger, fanns redan på 1200-talet en befäst borg, Hvirvilsborg, som var anlagd för att skydda hamnen vid Bisserup mot vendiska fribytare. Den ersattes senare av den till Roskildiska biskopsstolen hörande borgen Braade. Efter reformationen kom borgen i statens ägo, och gungen förlänade den till ätten Trolle, som gav den namnet Trolholm. År 1707 bytte borgen ägare och blev stamhus för grevarna av Holsteinsborg. Det var Ulrik Adolf Holstein som gav borgen dess nya namn efter sitt grevskap Holsteinborg, som omfattade de tretton närmast liggande socknarna.